# Mayo (Volk)

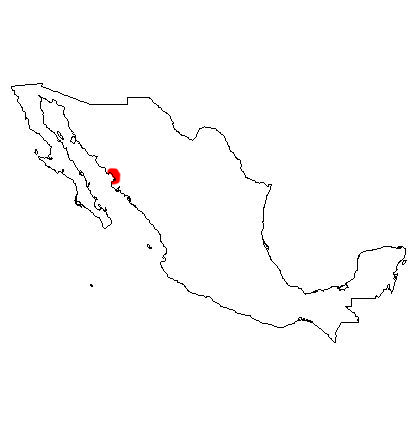
Verbreitungsgebiet der Mayo

Die Mayo sind ein indianisches Volk, das im südlichen Sonora und nördlichen Sinaloa an der Westküste Mexikos lebt. Sie sprechen einen Dialekt der Cahita-Sprache, der zur uto-aztekischen Sprachfamilie gehört.
Die Geschichte der Mayo vor der spanischen Eroberung liegt im Dunkeln. Im frühen 17. Jahrhundert verbündeten sie sich sogleich mit den Spaniern gegen ihre nördlichen Nachbarn, die Yaqui. Doch fortwährender spanischer Druck auf ihr Land trieb die Mayo 1740 und in den folgenden Jahren zu Aufständen, bis sie in den 1880er Jahren von der mexikanischen Zentralregierung dauerhaft befriedet wurden.
Die Mayo bewohnen die fruchtbaren, von den Flüssen Mayo und Fuerte bewässerten Täler, die mitten in einer halbwüstenartigen Gegend liegen, in der nur dorniges Buschwerk und Kakteen gedeihen. Die Mayo sind sesshafte Bauern, deren traditioneller Anbau von Mais, Bohnen und Squash (Kürbis) teilweise gegen Baumwolle, Weizen und Saflor (für Öl) ausgetauscht wurde. Die Mayo kombinieren den römischen Katholizismus mit indianischen religiösen Praktiken. Das Volk zählte am Ende des 20. Jahrhunderts etwa 80.000 Angehörige.